# 切尔西 (南达科他州)
切尔西（英語：Chelsea），是美国南达科他州福克縣的一座小鎮。根据2010年美国人口普查，该市有人口27人。论人口在本州排行第295。